# Ranunculus peltatus
Ranunculus peltatus o ranúnculo acuático es una especie de plantas de la familia Ranunculaceae que habita ríos y arroyos de Europa, suroeste asiático y norte de África.

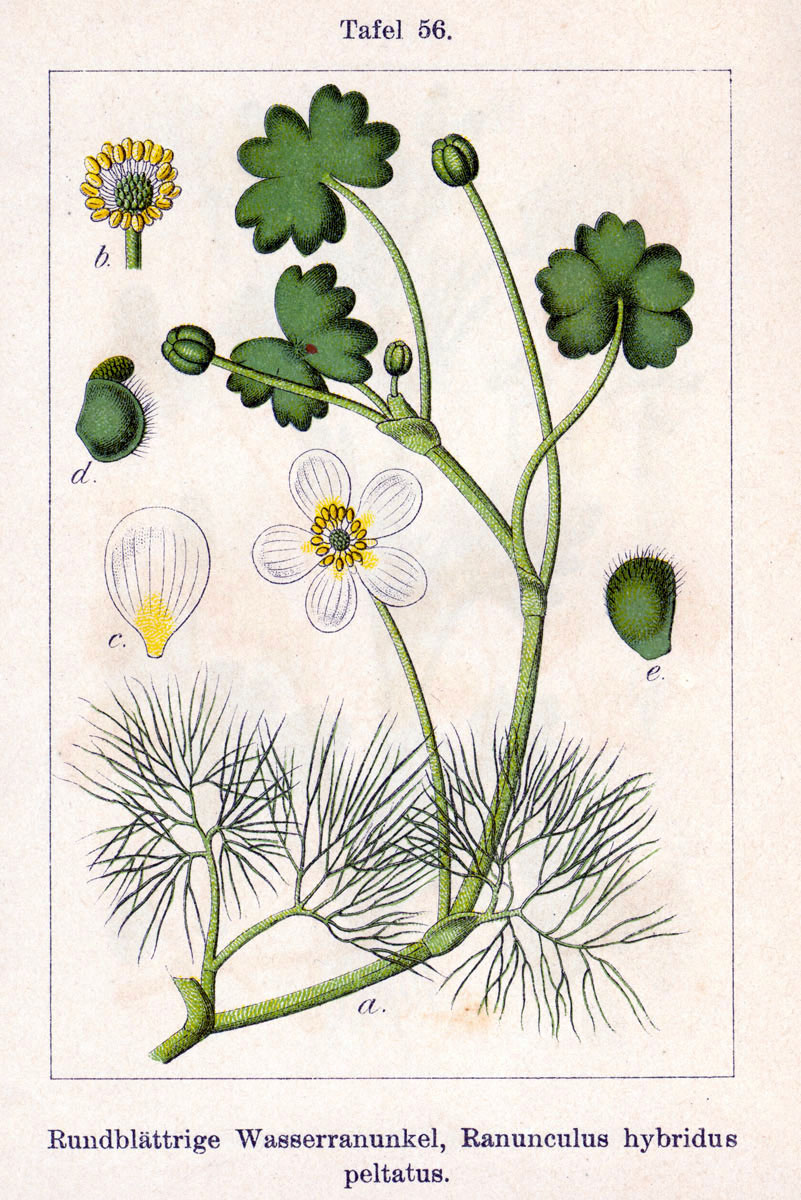
Ilustración

## Descripción
Son hierbas casi siempre anuales, glabras o ligeramente pelosas. Las hojas pueden ser laminares o divididas, o ambas; las intermedias entre laminares y divididas a menudo están presentes y las laminares son flotantes o emergentes, trio pentalobadas, con limbo de hasta 50 mm de ancho; las hojas divididas generalmente más cortas que los eritrenudos, y con los segmentos divergentes. Las estípulas están soldadas al pecíolo al menos en la mitad de su longitud. Sépalos teñidos de azul total o parcialmente, de 2 a 6 mm de longitud. Pétalos de entre 3 y 16 mm, casi siempre de entre 5 y 12 mm., con fosas nectaríferas desde semilunulares hasta piriformes en la madurez. De 10 a 40 estambres. Receptáculo peloso.
Las flores tienen cinco pétalos blancos con los centros amarillos y se encuentran unos centímetros por encima del agua, son hermafroditas y se agrupan en racimos. Sus frutos son de tipo aquenio.

## Ecología
Ranunculus peltatus subsp. peltatus, aunque puede crecer en aguas estacionales, vive preferentemente en aguas permanentes, más o menos profundas, tanto en lagunas y charcas como en ríos y arroyos, pudiendo habitar tanto en aguas de moderada conductividad como en aguas salinas. Ranunculus peltatus subsp. fucoides vive generalmente en aguas poco profundas que se llegan a desecar durante el verano, aunque también puede aparecer en remansos de pequeños ríos y arroyuelos. Las aguas que ocupa, en general de baja conductividad, son pobres en nutrientes, con un bajo contenido en fosfatos, aunque puede comprobarse un proceso
progresivo de eutrofización a lo largo del año.

## Propiedades
Estas plantas contienen  anemonina, una sustancia muy tóxica para los animales y los seres humanos. De hecho, los herbívoros pastan las hojas de estas plantas con gran dificultad, y sólo después de un buen secado que evapora las sustancias más peligrosas. Incluso las abejas evitan libar su néctar. En la piel humana estas plantas pueden crear ampollas (dermatitis), mientras que en la boca pueden causar dolor intenso y ardiente de las membranas mucosas.

## Variedad
R. peltatus está integrado por dos líneas: una tendente a la vida acuática, con hojas laminares flotantes, que comparten el medio aéreo con el acuático (subsp. peltatus; incluyendo a la subsp. baudotii), y otra con tendencias más terrestres, con hojas laminares completamente aéreas que sobresalen de la superficie del agua (subsp. fucoides; incl. R. ololeucos; incl. subsp. saniculifolius), que coloniza aguas más someras que sufren antes el efecto del estiaje.

## Taxonomía
Ranunculus peltatus fue descrita por Franz Paula von Schrank y publicado en Baier. Fl. 2: 103 1789.
Citología
Número de cromosomas de Ranunculus peltatus (Fam. Ranunculaceae) y táxones infraespecíficos: 2n=16
Etimología
Ver: Ranunculus
peltatus: epíteto latino que significa "peltada, protegida".
Variedades
- Ranunculus peltatus subsp. baudotii (Godr.) Meikle ex C.D.K.Cook
- Ranunculus peltatus subsp. fucoides (Freyn) Muñoz Garm.

Sinonimia
- Batrachium dichotomum Schmalh. ex Trautv.
- Batrachium elongatum F.W.Schultz
- Batrachium floribundum Dumort.
- Batrachium heterophyllum Lange
- Batrachium langei F.W.Schultz
- Batrachium peltatum (Schrank) V.V.Petrovsky
- Batrachium pseudofluitans Nyman
- Batrachium triphyllos (Wallr.) Dumort.
- Batrachium truncatum Dumort.
- Ranunculus capillaceus Thuill.
- Ranunculus carinatus Freyn
- Ranunculus floribundus Bab.
- Ranunculus truncatus E.H.L.Krause[6]
- Ranunculus aquatilis subsp. peltatus (Schrank) Cout.
- Ranunculus aquatilis subsp. saniculifolius (Viv.) O. Bolòs & Vigo
- Ranunculus baudotii Godr.
- Ranunculus confusus Godr. in Gren. & Godr.
- Ranunculus diversifolius subsp. saniculifolius (Viv.) Malag.
- Ranunculus dubius Freyn in Willk. & Lange
- Ranunculus dubius Freyn in Willk. & Lange
- Ranunculus fucoides Freyn in Willk. & Lange
- Ranunculus leontinensis Freyn in Willk. & Lange
- Ranunculus longecapillatus Sennen
- Ranunculus saniculifolius Viv.
- Ranunculus triphyllos sensu Freyn in Willk. & Lange
- Ranunculus vespertilio Lojac.[7]

Híbridos
- Ranunculus × hiltonii H. Groves & J. Groves (1901) – Hibrida con Ranunculus omiophyllus
- Ranunculus × kelchoensis S. Webster (1990) – Hibrida con Ranunculus fluitans
- Ranunculus × virzionensis A. Félix (1912)  - Hibrida con Ranunculus aquatilis

## Nombres comunes
Aocas, auca, basilio, cancel de las ninfas, carmona, flores de agua, hierba lagunera, limaraca, limaraco, limios, llamaraco, manzanilla, manzanilla de agua, manzanilla de la marisma, marrufos, milenrama acuática, ocas, ouca, oucas, ovas, ranúnculo acuático, ranúnculo flotador, rumiacos, verderín, verdina, verdín, yerba lagunera, yimaraco.